# ميل ماكن
ميل ماكن (بالإنجليزية: Mel Machin)‏ هو مدرب كرة قدم ولاعب كرة قدم بريطاني في مركز الوسط، ولد في 16 أبريل 1945 في Newcastle-under-Lyme ‏ في المملكة المتحدة. لعب مع بورت فايل ونادي بورنموث ونادي غيلينغهام ونورويتش سيتي.

## وصلات خارجية
- ميل ماكن على موقع قاعدة بيانات كرة القدم.إي يو (الإنجليزية)
- ميل ماكن على موقع Soccerbase.com (مدرب) (الإنجليزية)